# Stripperella
Stripperella ist eine animierte US-amerikanische Fernsehserie von Stan Lee, die zwischen 2003 und 2004 erstmals ausgestrahlt wurde.

## Handlung
Die Striptease-Tänzerin Erotica Jones hat eine Doppelidentität als Superheldin „Stripperella“. Die Figur ist sehr an Pamela Anderson angelehnt, welche sie in der amerikanischen Originalversion auch synchronisiert. Patin für die Namensgebung ist die Comicfigur Barbarella des französischen Zeichners Jean-Claude Forest von 1962 – später auch in Buchform erschienen und 1968 mit Jane Fonda in der Hauptrolle verfilmt.
Immer, wenn ihr „Chief“ ihre Hilfe als „Agentin 69“ in Anspruch nehmen will, blinkt Eroticas Bauchnabelpiercing. Fernmündlich wird sie dann zu ihrem nächsten Einsatz(-ort) dirigiert.
Aber auch in Alltagssituationen, auf offener Straße oder bei Veranstaltungen erkennt sie plötzlich eine abzuwendende Gefahr. Sofort verschwindet sie schnell (in einer Kiste, hinter einer dicken Frau oder etwas anderem) und verwandelt sich in „Stripperella“, die sich ihren bösen Widersachern Pushy, Klinko, Cheapo oder dem kleinen Würstchen entgegenstellt.
Glaubt jemand, sie wiederzuerkennen, so bestreitet sie dies stets auf das Energischste. Außer ihrem „Chief“ scheint nur ihr „Seelenklempner“ Kenntnis über ihre Doppelrolle zu haben. Auf seiner Couch liegend versucht sie, ihre durch die Doppelidentität bedingten Seelenqualen loszuwerden.

## Episodenliste
| Nr. | Deutscher Titel                                   | Englischer (Original-)Titel               |
| --- | ------------------------------------------------- | ----------------------------------------- |
| 1   | Dick im Geschäft 1                                | Beauty And The Obese 1                    |
| 2   | Dick im Geschäft 2                                | Beauty And The Obese 2                    |
| 3   | Verbrechen zahlt sich nicht aus … wirklich nicht! | Crime Doesn’t Pay … Seriously, It Doesn’t |
| 4   | Alle lieben Pushy                                 | Everybody Loves Pushy                     |
| 5   | Der Zorn von Klinko                               | The Wrath Of Klinko                       |
| 6   | Man leckt nur zweimal                             | You Only Lick Twice                       |
| 7   | Die Brautjungfer                                  | The Bridesmaid                            |
| 8   | Und es kommt doch auf die Größe an …              | Evil Things Come in Small Packages        |
| 9   | Zurück an die Schule                              | Eruption Junction, What’s Your Function   |
| 10  | Verbrechen auf die magische Tour                  | The Evil Magicians                        |
| 11  | Rache ist süß                                     | Cheapo By The Dozen                       |
| 12  | Queen Clitoris kehrt zurück                       | The Return Of The Queen                   |
| 13  | Der Fluch des Wer-Bibers                          | The Curse of the WereBeaver               |

## Anspielungen
Erotica Jones alias Stripperella hat an denselben Stellen Tattoos wie Pamela Anderson.
In der Serie sind zahlreiche Anspielungen zu finden, hauptsächlich auf populäre Filme: Schon der Originaltitel der ersten Episode ist eine Referenz an Die Schöne und das Biest (engl.: Beauty and the Beast). Der Name der Antagonistin in der vierten Folge weist auf die Namen zweier Bond-Girls in Goldfinger und Octopussy hin. Nicht nur ist der Titel der Folge Der Zorn von Klinko eine Anspielung auf den Film Star Trek II: Der Zorn des Khan, vielmehr gibt es in der Episode selbst auch Anspielungen auf die Filme Das Schweigen der Lämmer sowie Charlie und die Schokoladenfabrik. Die Folge Die Brautjungfer enthält eine Anspielung auf den Spielfilm Die Reifeprüfung. In Man leckt nur zweimal findet sich eine Szene, die den Spielfilm Dr. Seltsam oder: Wie ich lernte, die Bombe zu lieben zitiert; außerdem ist der Titel der Folge eine Parodie des Titels eines James-Bond-Films. Während der Folge Zurück auf die Schulbank ist für einen Moment eine Statue des Maskottchens der US-amerikanischen Restaurant-Kette Big Boy zu sehen. Außerdem wird in dieser Folge auf West Side Story sowie die US-amerikanische Sitcom Welcome Back, Kotter angespielt und der englische Originaltitel der Episode parodiert den Titel einer Folge der US-amerikanischen Animationsserie Schoolhouse Rock. Zumindest im englischen Original gibt es in der elften Folge einen Hinweis auf den Film Ocean’s Eleven, in dem es ebenfalls um einen Casino-Raub geht. Mit dem Originaltitel der zwölften Episode wird auf den Titel des Romans The Return of the King von J. R. R. Tolkien angespielt. Eine Szene in der Folge Der Fluch des Wer-Bibers ähnelt stark einer Szene im Spielfilm Der weiße Hai.

## Produktion
Die Pilotfolgen 1 und 2 Dick im Geschäft (Zweiteiler) wurden von der Firma Sunmin Image Pictures erstellt und zeichnen sich durch gefällige Animationen und ein gutes Charakterdesign aus. Die Folgen 3 bis 6 übernahm dann Mook Animation, die sich sehr an der Vorgabe orientierten; hier ist kein Bruch in der Qualität zu sehen. Der kam ab Folge 7 und setzte sich bis zur vorläufig letzten Folge 13 fort, für die Wang Film Productions verantwortlich zeichnen und Stripperella animationstechnisch auf ein etwas niedrigeres Niveau setzten.
Produziert wurde die Serie außerdem mithilfe von The Firm und den Nickelodeon Animation Studios.

## Ausstrahlung
Die Folgen der Serie liefen erstmals 2003 auf dem US-amerikanischen Fernsehsender Spike TV. Während die Erstausstrahlung in den USA der Zensur unterlag (unkenntlich gemachte Brustwarzen), lief die Serie in Australien, Großbritannien, Italien und Deutschland unzensiert.

## Trivia
Ursprünglich war neben der Fernsehserie auch ein Comic-Heft geplant, das von Humanoids Publishing herausgegeben werden sollte. Dazu kam es jedoch wegen Unstimmigkeiten zwischen Pamela Anderson und Spike TV nicht.
Alle 13 Folgen erschienen 2005 auf DVD in unzensierter Version und mit einem neuen Titellied.

## Synchronisation
| Rolle                         | Originalsprecher   | Deutsche Sprecher    |
| ----------------------------- | ------------------ | -------------------- |
| Erotica Jones / Stripperella  | Pamela Anderson    | Marion von Stengel   |
| Catt                          | Joey Lauren Adams  |                      |
| Dr. Cesarian / Narisec Rotcod | Mark Hamill        | Erik Schäffler       |
| Dirk McMahon                  | Vincent K. McMahon | Erik Schäffler       |
| Pained Patron                 | Thomas F. Wilson   |                      |
| Persephone                    | Jill Talley        | Stephanie Kindermann |
| Stiffy Woods                  | Kid Rock           | Oliver Böttcher      |
| Chief Stroganoff              | Maurice LaMarche   | Horst Stark          |
| Bernard                       | Greg Proops        | Robert Missler       |